# Chambre des comptes de Moulins
La Chambre des comptes de Moulins était, sous l'Ancien Régime, une cour princière spécialisée dans les affaires de finance du duché de Bourbonnais.

## Historique

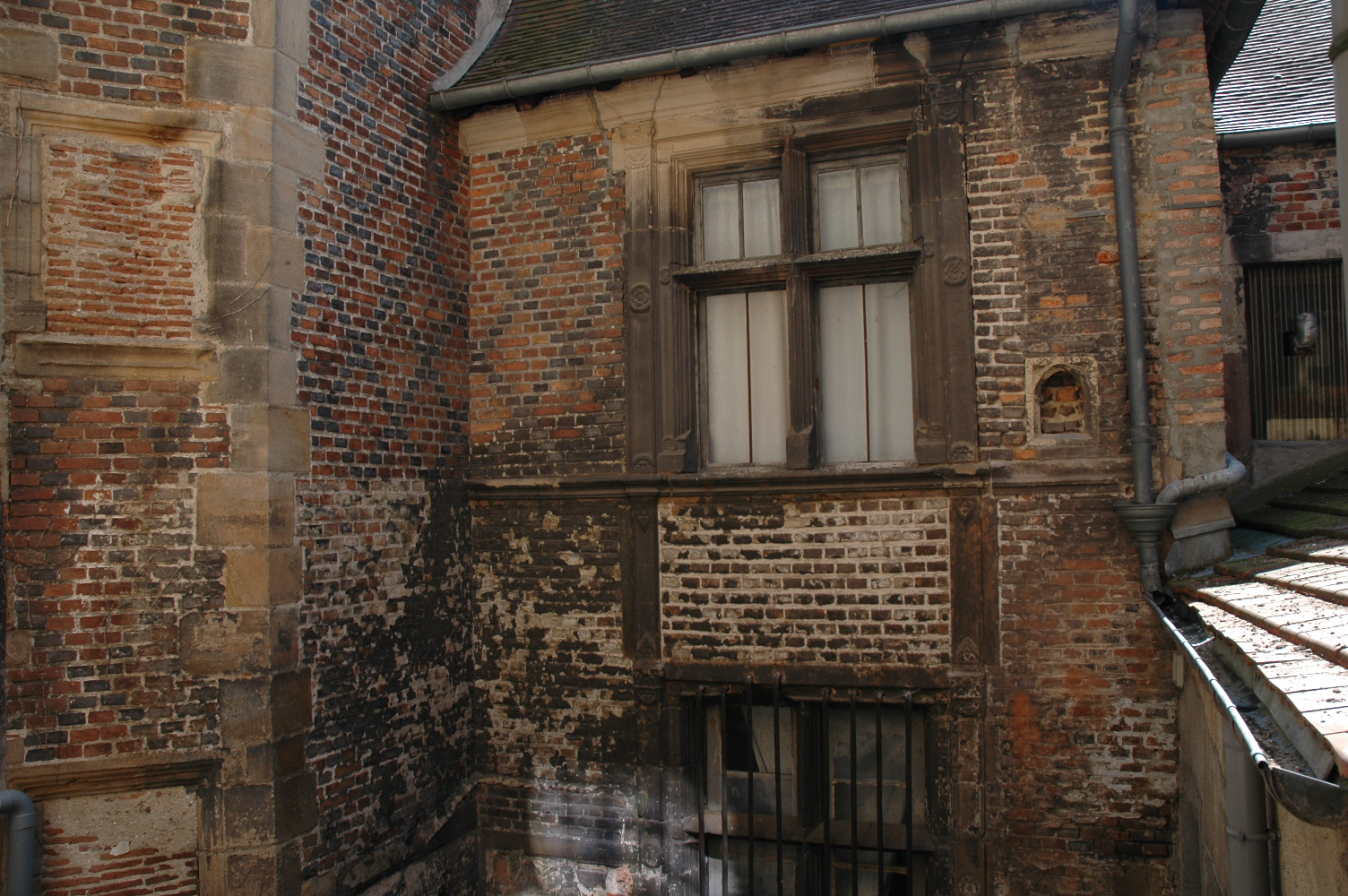
Ancienne Chambre des comptes de Moulins, 9 rue de l'Ancien-Palais

La chambre des comptes de Moulins a été fondée en novembre 1374 par Louis II, duc de Bourbon pour assurer la gestion de son domaine qui comprenait des territoires importants : duché de Bourbonnais, comté de Clermont-en-Beauvaisis, seigneurie de Beaujolais et principauté des Dombes en 1400, comté de Forez et seigneurie de Mercœur par son mariage avec  Anne de Forez en 1371, avec la , baronnie de Roannais créée en 1372.
À ces territoires est venu s'ajouter le duché d'Auvergne et le comté de la Marche en 1488 quand Pierre de Beaujeu est devenu duc de Bourbon. Ce comté avait déjà fait partie du domaine des ducs de Bourbon mais en avait été détaché en 1357.
Le duc Louis II a été un négociateur du traité de Brétigny et a été retenu prisonnier à Londres comme otage en échange de la libération du roi Jean II le Bon, entre 1360 et 1366. Cette captivité a mis le duché à la merci des compagnies. À son retour, il peut rétablir la concorde entre les seigneurs de son duché et écraser les compagnies pendant les campagnes de 1367 et 1368. Il combat ensuite pour le roi Charles V. Une trêve est signée en 1374 entre le roi de France et le roi d'Angleterre.
La première fonction que le duc de Bourbon Louis II donne à la Chambre des comptes qu'il a créée à Moulins est définie dans son ordonnance : « doresenavant nous aurons une chambre des comptes qui se tiendra continuellement en nostre hostel de Sovigny, en laquelle nous voulons que tous noz terriers, escriptures et lettres queuxlconques qui sont par devers noz clercs de Bourbonnois qui ont esté ou temps passé ou ailleurs quelconque part que elles soient touchant nostredit dommaine et noz autres faiz  et besongnes, par notre bonne ordonnance pour les y trouver touttefois que mestier en sera, y soient mis ».
La Chambre des comptes a d'abord été fondée à Souvigny avant d'être transférée à Moulins, probablement en 1378, et avant mai 1379.
Avant la création de la Chambre des comptes de Moulins par le duc Louis II, deux Chambres des comptes existaient déjà dans les territoires qui faisaient partie de son domaine : la Chambre des comptes de Monbrison pour le comté de Forez qui apparaît en 1317, et la chambre des comptes de Villefranche pour la seigneurie de Beaujolais qui existe depuis au moine 1341-1342.
Les ducs de Bourbon vont progressivement concentrer l'administration de leurs domaines dans la capitale de leur duché à Moulins. La Chambre des comptes de Moulins va être le « chief de toutes les autres chambres des seignories de monseigneur le duc » comme l'exprime l'évêque du Puy, Jean de Bourbon, le lieutenant général du duc Jean II en 1474. Le personnel des chambres des comptes de Montbrison et de Villefranche va diminuer au profit de celle de Moulins.
Le connétable de Bourbon passé au service de Charles Quint est tué au début du siège de Rome, en mai 1527. Ses biens sont confisqués d'une manière irrévocable par un arrêt du parlement de Paris, le 27 juillet suivant. Ses biens avaient été mis sous séquestre dès 1523 et donnés en jouissance viagère à Louise de Savoie, mère de François Ier, dès 1523.
Des lettres patentes signées à Fontainebleau le 8 juin 1529 donnent pouvoir à Louise de Savoie, duchesse d'Angoulême, d'Anjou, de Touraine, de Bourbonnais, de Châtellerault, d'établir une Chambre des comptes à Moulins. Un édit de François Ier pris en février 1531 réunit au domaine de la Couronne les duché de Bourbonnais, d'Auvergne et de Châtellerault, les comtés de la Marche de Forez, de Montpensier, de Clermont en Auvergne et du Dauphiné d'Auvergne et des autres terres possédées par Louise de Savoie et supprime la Chambre des comptes de Moulins,.

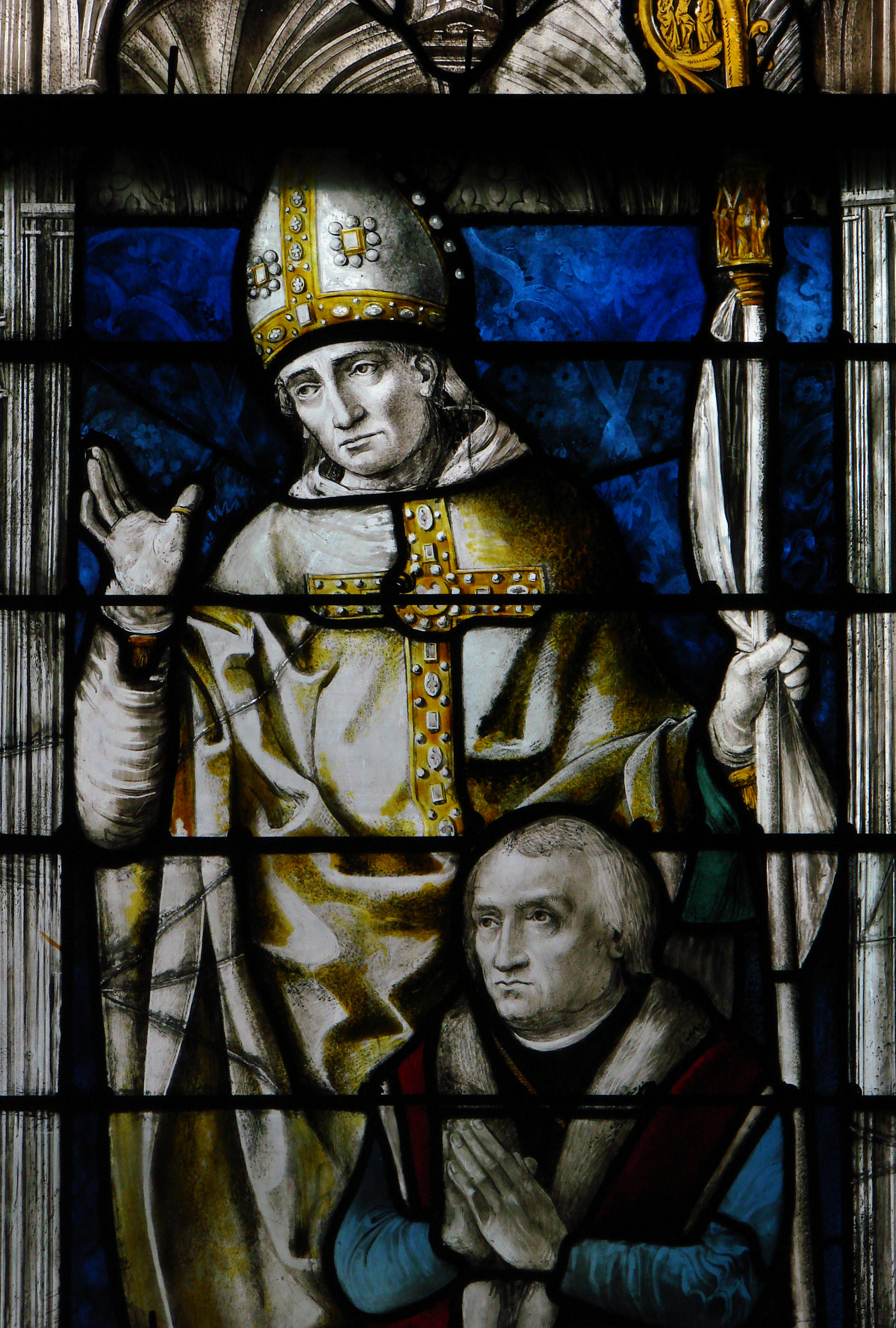
Charles Popillon présenté par saint Charles
Vitrail de la famille Popillon
Cathédrale Notre-Dame-de-l'Annonciation de Moulins

## Composition de la Chambre des comptes
Une ordonnance promulguée par le duc Jean II de Bourbon en 1469 impose de limiter le nombre des officiers des comptes « au nombre ancien d'un président, quatre conseillers maîtres et auditeurs, dont deux clercs et deux lais, , avec deux clercs greffiers », soit sept officiers. On constate qu'il y a douze officiers en 1488, le même nombre en 1503, quatorze en 1523, mais le nombre est réduit à neuf en 1528.

### Présidents de la Chambre des comptes
- Jean de La Goute, entre le 21 août 1473, jusqu'à sa mort en 1487 ;
- Charles Popillon, entre le 20 mai 1487, jusqu'à sa mort en 1507.